# Нове Погорєлово
Нове Погорєлово (рос. Новое Погорелово) — село в Карсунському районі Ульяновської області Російської Федерації.
Населення становить 638 осіб. Входить до складу муніципального утворення Новопогореловське сільське поселення.

## Історія
Від 2004 року входить до складу муніципального утворення Новопогореловське сільське поселення.

## Населення
| 2010 |
| ---- |
| 638  |